# Hinterbichl (Gemeinde Prägraten am Großvenediger)
Hinterbichl ist die westlichste Fraktion der Gemeinde Prägraten am Großvenediger (Osttirol). Die Ortschaft liegt im Talschluss des Virgentals am Zusammenfluss von Isel und Dorferbach.

## Geographie
Hinterbichl besteht aus dem Dorf Hinterbichl sowie mehreren umliegenden Rotten und Einzelsiedlungen. Insgesamt umfasste der Ort 2001 55 Gebäude. Das Dorf Hinterbichl selbst liegt dabei in einer Höhe von 1329 m ü. A. auf dem Schuttkegel des Dorferbaches. Ebenfalls zu Hinterbichl gehört die östlich an der Isel liegende Rotte Feldner, der mit 1.512 Metern zweithöchste Hof Groder auf dem Groder Berg und der im äußersten Westen am Zusammenfluss von Mauerbach und Isel liegende Hof Ströden. Bis in die 1980er Jahre wies die Statistik Austria zudem die zwischen Hinterbichl und Ströden liegende Streusiedlung Forstlehen, die nördlich des Ortskerns befindliche Streusiedlung Maierhofer und den südwestlich des Ortskerns gelegenen Hof Hinterglanz getrennt auf.

## Wirtschaft
Hinterbichl beherbergt 15 Arbeitsstätten und 24 land- und forstwirtschaftliche Betriebe. Der Ort lebt im Wesentlichen von einem ruhigen Tourismus, der im Sommer vorzugsweise Bergwanderer und Bergsteiger und in den Wintermonaten Langläufer und Skitourengeher anzieht. Größter Arbeitgeber in der gesamten Gemeinde Prägraten ist die Firma Lauster Steinbau GmbH, die 2001 29 Mitarbeiter beschäftigte. Lauster Steinbau betreibt dabei einen Grünschiefer-Abbau („Dorfergrün“) im Hinterbichler Dorfertal. Eine frühe, wenn auch bescheidene touristische Aufmerksamkeit erlangte Hinterbichl Ende der 1920er Jahre, als die Wiener Sängerknaben hier ihr Sommerquartier nahmen. Diese Prominenz zog weitere Gäste nach sich. An der Stelle des ehemaligen Feriendomizils der Sängerknaben steht heute ein modernes Hotel mit angeschlossenen Ferienhäusern.
Das Wasserkraftwerk an der Ortsstraße, das über Druckrohre aus dem Dorfertal versorgt wird, wurde im Jahr 2006 in Betrieb genommen.

## Sehenswürdigkeiten
Hinterbichl beherbergt vier denkmalgeschützte Objekte. Es handelt sich dabei um drei Kapellen sowie die funktionstüchtige Mühle am Islitzbach. Die Kapelle zum Hl. Chrysanth und Sebastian an der Ortsstraße stammt aus dem Jahr 1783 und besitzt eine prachtvolle Ausstattung. Am hoch gelegenen Groderhof steht die Kapelle Maria vom Guten Rat von 1886, eine weitere Hofkapelle befindet sich im Weiler Ströden (Herz-Jesu Kapelle von 1893).
Die Umbalfälle im Umbaltal sind wiederum als Naturdenkmal ausgewiesen.